# Termoakustisk varmluftmotor
Stort set alle termoakustiske varmluftmotorer (eller termoakustiske varmepumper) er termoakustiske Stirlingmotorer. Termoakustiske varmluftmotorer er en teknologi som anvender lydbølger med stor lydstyrke i en gas (f.eks. luft, nitrogen, helium eller brint) til at pumpe varme fra et reservoir til et andet – eller til at omsætte noget af den overførte varme til lydbølger.
Termoakustisk varmluftmotor kan anvendes til at:
- Varmepumpe
  - Køle
  - Varme
- Lave akustisk energi ud fra en temperaturforskel (som kan omsættes til elektricitet via en akustisk transducer; fx en højttaler).

De kan derfor anvendes til at lave elektricitet eller varmepumpning ud fra solenergi og leverer i disse tilfælde vedvarende energi.

## Funktion
Termoakustiske varmluftmotorer anvender ikke ozonnedbrydende gasser eller giftige kølemidler og har yderst få bevægelige dele.
I en termoakustisk varmluftmotor bliver gassen ikke flyttet via stempler, men virker ved at en trykbølge katalyserer opvarmning og afkøling. Det mekaniske arbejde udvindes eller tilføres via en højttaler (evt. piezoelektrisk) eller et stempel – og fungerer i begge tilfælde som arbejdsstempler.
I varmluftmotoren er en enhed mellem varmreservoirets og koldreservoirets varmevekslere, som består af tynde f.eks. cirkulære eller flade lameller som har en lille afstand, på engelsk kaldes den en stack. Stacken fungerer til dels som en Stirlingmotor regenerator. I en termoakustisk varmluftmotor med stående lydbølger vil tryk og hastighedsændringerne gennem stacken fungere, så varme afgives ved højt tryk og varme fjernes ved lavt tryk og som opfylder Rayleigh’s criterion
 
så oscillationen er selvvedligeholdende. I denne proces omsættes noget varmeoverførsel til akustisk energi. I termoakustiske pumper omvendes denne proces. Pga. den termiske forsinkelse i stacken, svarer den termodynamiske kredsproces til en Stirling-kredsproces, men uden knastaksler, stempelforinger, stempler og motorvægten minskes derfor drastisk. Ceperley (1979,1984)

Moderne forskning og udvikling af termoakustiske systemer er mest baseret på arbejde af Nikolaus Rott (1980)
 
og senere Steven Garrett og Greg Swift (1988)
, 
i hvilken lineare termoakustiske modeller blev udviklet i sådan en retning at det fik kommerciel interesse, pga. nichemulighederne i kryogene anvendelser. Teknologien er også anvendelig til aircondition til boliger, kommercielle bygninger, fartøjer og andre køle og varme anvendelser.

## Effektivitet
De mest effektive termoakustiske enheder bygget (2000) har en relativ Carnot-kredsproces effektivitet på 40%, hvilket er sammenligneligt med de mest ineffektive kompressorvarmepumper i dag (højeffektive kompressorvarmepumper har relative effektiviteter på op til 65%) og termoakustiske enheder er i de fleste tilfælde interne forbrændingsmotorer overlegne.

## Demonstration og selvbyg
Det er muligt at lave sin egen termoakustiske varmepumpe. Her er en opskrift, som benytter lettilgængelige og billige materialer.

Med få remedier kan en termoakustisk saser laves. Den består af et pyrex reagensglas (2,5cmØ*20cm eller større), et mindre katalysatorstykke fra en bils udstødningsrør der tilpasses så det lige kan skubbes ind i reagensglaset, et lille hjemmelavet varmeelement (modstand) lavet ved at folde varmetråd (NiCr-tråd – eller måske kantaltråd eller konstantantråd?) i mæanderform i den ene ende af katalysatorstykket – og lidt lakisoleret stift kobbertråd, til at lede elektricitet fra f.eks. en 6 Volts kilde til varmeelementet.

## Historisk
Historien om termoakustisk varmluftmotorer starter omkring 1887, hvor Lord Rayleigh diskuterer muligheden om man kan pumpe varme via lyd. Herefter ligger forskningen stort set "brak". I 1969 tages forskningen op igen af Nikolaus Rott.

En yderst simpel termoakustisk varmluftmotor er et Rijke rør opfundet af Pieter Rijke, som omdanner lidt varme om til lydenergi.

En anden ældre termoakustisk lignende varmluftmotor, hvor højttaleren er udskiftet med et arbejdsstempel er en Lamina Flow motor eller Lamina Flow Beta Stirlingmotor.

## Større nyheder/udviklinger
I 2004 blev det offentliggjort at en traveling-wave varmluftmotor med lyd-til-elektricitet konvertering havde en virkningsgrad på 18% og at den kan bruges til at energiforsyne deep-space rumfartøjer når varmen kommer fra radioaktive kilder.

Orest Symko starter i 2005 et forskningsprojekt omhandlende termoakustisk varmluftmotor med piezoelektriske højttalere (Thermal Acoustic Piezo Energy Conversion (TAPEC)). Der er blevet bygget flere prototyper og en ringformet udgave designet af en studerende Ivan Rodriguez gav den største virkningsgrad.

Udviklingen af en kombineret elektrisk generator, køleskab baseret på to koblede termoakustiske Stirlingmotorer/Stirlingvarmepumper, er fornylig blevet offentliggjort. Deres originalnavn er SCORE (Stove for Cooking, Refrigeration and Electricity).

Cool Sound Industries, Inc. (CSI) har en "ekslusivaftale" med USAs regering og regeringen har vistnok patenter i USA, Canada, Mexico, Storbritannien, Italien, Japan og Nederland. Termoakustisk varmepumper kan reducere varmeregningen med op til 80% når elnets energi anvendes. Teknologien blev udviklet i samarbejde med Department of Energy, NASA, Los Alamos National Lab og deres samarbejde universiteter.

Ben and Jerry's "isfabrik" ansatte forskere fra Penn State University til at teste og udvikle en fungerende prototype på en termoakustisk køler som skulle offentliggøres på jordens dag 2004.